# Ramón Piñeiro
Ramón Piñeiro Llagostera (* 29. Oktober 1991 in Barcelona) ist ein spanischer Automobilrennfahrer. Er trat 2010 und 2011 in der Formel 2 an.

## Karriere
Piñeiro begann seine Motorsportkarriere 1996 im Kartsport, in dem er bis 2007 aktiv war. 2008 wechselte der Spanier in den Formelsport und trat in der europäischen Formel BMW für Fortec Motorsport an. Mit einem achten Platz als bestes Resultat belegte er am Ende der Saison den 20. Gesamtrang. 2009 bestritt Piñeiro seine zweite Saison in der europäischen Formel BMW. Zunächst startete er für FMS International und wechselte nach der Übernahme seines Teams durch Coloni zu Motaworld Racing. Ein achter Platz war erneut seine beste Platzierung. In der Gesamtwertung verbesserte er sich mit regelmäßigen Punkteplatzierungen auf den 19. Platz.
Nach dem Ende der Formel-BMW-Saison wechselte Piñeiro in die Formel Palmer Audi und nahm an den letzten sechs Rennen der Saison teil. Bei seinem ersten Rennwochenende in Silverstone hatte der Spanier einen schweren Unfall. Auf der Hangar Straight duellierte er sich mit Kazimieras Vasiliauskas. Dabei berührte sein linker Vorderreifen das rechte Hinterrad des Rivalen und sein Auto hob ab. Piñeiros Auto überschlug sich und blieb in der Auslaufzone liegen. Er überstand den Unfall ohne Verletzungen. Beim letzten Saisonrennen erzielte er als Dritter seine erste Podest-Platzierung. 2010 blieb der Spanier in der Formel Palmer Audi. Er gewann vier Rennen und stand insgesamt elf Mal auf dem Podest. In der Meisterschaft wurde er Dritter. Darüber hinaus nahm er an zwei Rennen der European F3 Open teil. Am letzten Rennwochenende der Saison 2010 gab Piñeiro sein Debüt in der Formel 2. Er erzielte auf Anhieb einen Punkt und belegte den 22. Platz in der Fahrerwertung. 2011 ging Piñeiro in der Formel 2 an den Start. Nachdem er die erste Saisonhälfte ohne Podest-Platzierung geblieben war, kam er in der zweiten Saisonhälfte nur bei einem Rennen, in dem er Vierter wurde, nicht auf das Podest. Piñeiro hatte drei Siege erzielt und schloss die Saison auf dem dritten Rang ab.

## Sonstiges
Piñeiro wird vom ehemaligen Formel-1-Piloten Martin Donnelly gefördert.

## Karrierestationen
| - 1996–2007: Kartsport - 2008: Europäische Formel BMW (Platz 20) - 2009: Europäische Formel BMW (Platz 19) | - 2009: Formel Palmer Audi (Platz 20) - 2010: Formel Palmer Audi (Platz 3) - 2010: Formel 2 (Platz 22) | - 2010: European F3 Open (Platz 22) - 2011: Formel 2 (Platz 3) |